# RTBF
RTBF (Radio-Télévision belge de la Fédération Wallonie-Bruxelles) är ett belgiskt allmän-TV-bolag, baserat i Vallonien och Bryssel.
Man sköter landets public service-sändningar på franska via ett antal olika TV-kanaler – La Une, La Deux, La Trois, Arte Belgique och PureVision. Dessutom äger man ett antal radiokanaler – La Première, RTBF International, VivaCité, Musiq3, Classic 21 och PureFM.
Organisationens huvudkontor, som finns i Bryssel, är delat med den nederländskspråkiga motsvarigheten – Vlaamse Radio- en Televisieomroep (VRT).